# Irmgard-Heilmann-Preis
Der Irmgard-Heilmann-Preis (Literaturpreis der Irmgard-Heilmann-Stiftung) ist ein Literaturpreis, der von der Hamburgischen Kulturstiftung verliehen wird. Er wurde von der Hamburger Autorin Irmgard Heilmann gestiftet, die mit ihm „die beste literarische Neuerscheinung eines Hamburger Autors“ der letzten Jahre würdigen wollte.
Die Auszeichnung wird in unregelmäßigen Abständen verliehen und ist mit 7.500 Euro dotiert, gespeist aus der Irmgard-Heilmann-Stiftung. Deren Zweck ist die Förderung der Literatur und des literarischen Lebens in Hamburg. Über die Vergabe entscheidet eine unabhängige fünfköpfige Jury, eine Eigenbewerbung ist nicht möglich.

## Preisträger
- 1988: Christian Geissler
- 1989: Eckart Kleßmann
- 1990: Monika Maron
- 1991: Gabriel Laub
- 1992: Geno Hartlaub
- 1997: Peer Hultberg
- 1999: Farhad Showghi
- 2000: Joachim Helfer
- 2003: Andreas Münzner
- 2006: Frank Schulz
- 2008: Michael Kleeberg